# Soong Ai-ling
Soong Ai-ling (chinês tradicional: 宋藹齡, chinês simplificado: 宋蔼龄, pinyin: Sòng Àilíng), ou Eling Soong (15 de julho de 1888 - 18 de outubro de 1973), foi uma empresária chinesa, a mais velha das irmãs Soong e a esposa de H. H. Kung (Kung Hsiang-Hsi), que era o homem mais rico da República da China no início do século XX. O seu nome cristão era Nancy.

## Biografia
Nascida em Xangai, ela estudou na Escola McTyeire a partir dos 5 anos. Soong Ai-ling chegou aos Estados Unidos no Porto de San Francisco a 30 de junho de 1904 a bordo do SS Korea com 14 anos de idade para começar a seus estudos na Wesleyan College, em Macon, Georgia. Retornou à China em 1909 depois da sua formatura. No final de 1911, trabalhou como secretária para Sun Yat-sen, um trabalho mais tarde sucedido por sua irmã, Soong Ching-ling, que mais tarde se tornou Madame Sun Yat-sen.
Ela conheceu o seu futuro marido, Kung Hsiang-hsi, em 1913, e casaram-se no ano seguinte, em Yokohama. Depois de se casar, Soong lecionou inglês por um tempo e envolveu-se em trabalhos de bem-estar infantil.
Em 1936, ela fundou a Empresa Sandai (Empresa Sanbu) e tornou-se numa empresário bem sucedida e imensamente rica. Durante a Segunda Guerra Sino-Japonesa, ela foi ativa no Comité de Amigos Nacionais dos Soldados Feridos e na Associação Nacional de Crianças Refugiadas, e presidente da secção local de Hong Kong do Comité de Amigos Nacionais dos Soldados Feridos.
As três irmãs Soong fizeram aparições públicas em Hong Kong a favor de trabalho humanitário até 1940, quando a rádio japonesa declarou que ele iriam evacuar invés de se juntar ao governo chinês em Chongqing para aguentar as condições da rádio. Em resposta a isto, eles saíram de Chongqing, onde continuaram a aparecer para aumentar a moral pública passando por hospitais, abrigos antiaéreos e locais de bombas durante a guerra. Eles fundaram a organização Indusco (Gungho) para proteger a indústria chinesa durante as condições da guerra, uma organização na qual Soong Ai-ling era a mais ativa das irmãs.
Durante os anos posteriores da guerra, Soong Ai-ling, o seu marido, e as suas crianças foram acusados de corrupção, mercado negro e lucrar com a guerra. Em 1944, o seu marido foi finalmente convidado a se despedir como ministro das finanças. Ela e o seu marido transferiram a sua imensa fortuna e negócio para o estrangeiro e foram para os Estados Unidos.
Faleceu com 83 anos a 18 de outubro de 1973, no Hospital Presbiteriano de Nova York, em Nova York. Está enterrada em um mausoléu no Ferncliff Cemetery no Condado de Westchester, Nova Iorque.

## Filhos
Fonte:
- Kung Ling-i (filha) 孔令儀
- Kung Ling-kan (filho) 孔令侃
- Kung Ling-chun,[8] também conhecida como Ling-Wei (filha)  孔令俊
- Kung Ling-chie (filho) 孔令傑, também conhecido como Louis C. Kung, foi mais tarde um executivo americano de óleo.[9] Casou-se com a atriz Debra Paget em 1964;[10] divorciaram-se em 1980. O casal teve um filho, Gregory Teh-chi Kung (nascido em 1964). Louis C. Kung morreu em 1996 em Houston, Texas.[9]